# Earl of Castlemaine
Earl of Castlemaine war ein erblicher britischer Adelstitel in der Peerage of Ireland.
Der Titel wurde am 11. Dezember 1661 von König Karls II. zusammen mit dem nachgeordneten Titel Baron Limerick für Roger Palmer geschaffen. Dieser war der Ehemann der Mätresse des Königs, Hon. Barbara Villiers, der späteren Duchess of Cleveland. Die Titel dienten zur einstweiligen Versorgung der Kinder, die Karl II. mit Barbara zeugte, die zunächst als Kinder Palmers galten und die Karl II. erst 1672/73 als eigene Kinder anerkannte. Da zum Zeitpunkt des Todes Palmers, am 28. Juli 1705, keines der Kinder Barbaras noch als legitimes, leibliches, männliches Kind Palmers galt, erloschen die Titel mit seinem Tod.

## Liste der Earls of Castlemaine (1661)
- Roger Palmer, 1. Earl of Castlemaine (1634–1705)